# كورت كرين
كورت كرين (بالإنجليزية: Kurt Crain)‏ هو لاعب كرة قدم أمريكية أمريكي، ولد في 31 ديسمبر 1964 في برمنغهام في الولايات المتحدة، وتوفي في 10 أبريل 2012 في سبانيش فورت في الولايات المتحدة.